# Žlebec Gorički
 Žlebec Gorički  falu Horvátországban Zágráb megyében. Közigazgatásilag Marija Goricához tartozik.

## Fekvése
Zágrábtól 23 km-re északnyugatra, községközpontjától  2 km-re északkeletre a marija goricai előhegységben fekszik.

## Története
A falunak 1857-ben 129, 1910-ben 281 lakosa volt. Trianon előtt Zágráb vármegye Zágrábi járásához tartozott. 2011-ben 66 lakosa volt.

## Lakosság
| Lakosság változása | Lakosság változása | Lakosság változása | Lakosság változása | Lakosság változása | Lakosság változása | Lakosság változása | Lakosság változása | Lakosság változása | Lakosság változása | Lakosság változása | Lakosság változása | Lakosság változása | Lakosság változása | Lakosság változása | Lakosság változása |
| ------------------ | ------------------ | ------------------ | ------------------ | ------------------ | ------------------ | ------------------ | ------------------ | ------------------ | ------------------ | ------------------ | ------------------ | ------------------ | ------------------ | ------------------ | ------------------ |
| 1857               | 1869               | 1880               | 1890               | 1900               | 1910               | 1921               | 1931               | 1948               | 1953               | 1961               | 1971               | 1981               | 1991               | 2001               | 2011               |
| 129                | 162                | 170                | 200                | 238                | 281                | 294                | 338                | 334                | 292                | 232                | 91                 | 93                 | 77                 | 76                 | 66                 |

## Nevezetességei
Védett műemléképület a Krčelićeva utca 38. szám alatti népi építésű lakóház. A ház és a hozzá tartozó melléképületek, melyek az építési módszer és az építőanyag szempontjából Marija Gorica környékére jellemzőek, változatlan formában mind a mai napig megmaradtak. Berendezése falusi mesterek munkája, és részei a hagyományos népi kultúrának, mely a házzal együtt a 19. század második felének és a 20. század elejének időszakát jellemzi.